# Windrose

Windrose mit 32-Strich-Teilung und Bezeichnung aller Richtungen. Meist sind nur vier oder acht Richtungen bezeichnet. Im Prinzip genügt die Kennzeichnung der Nordrichtung.

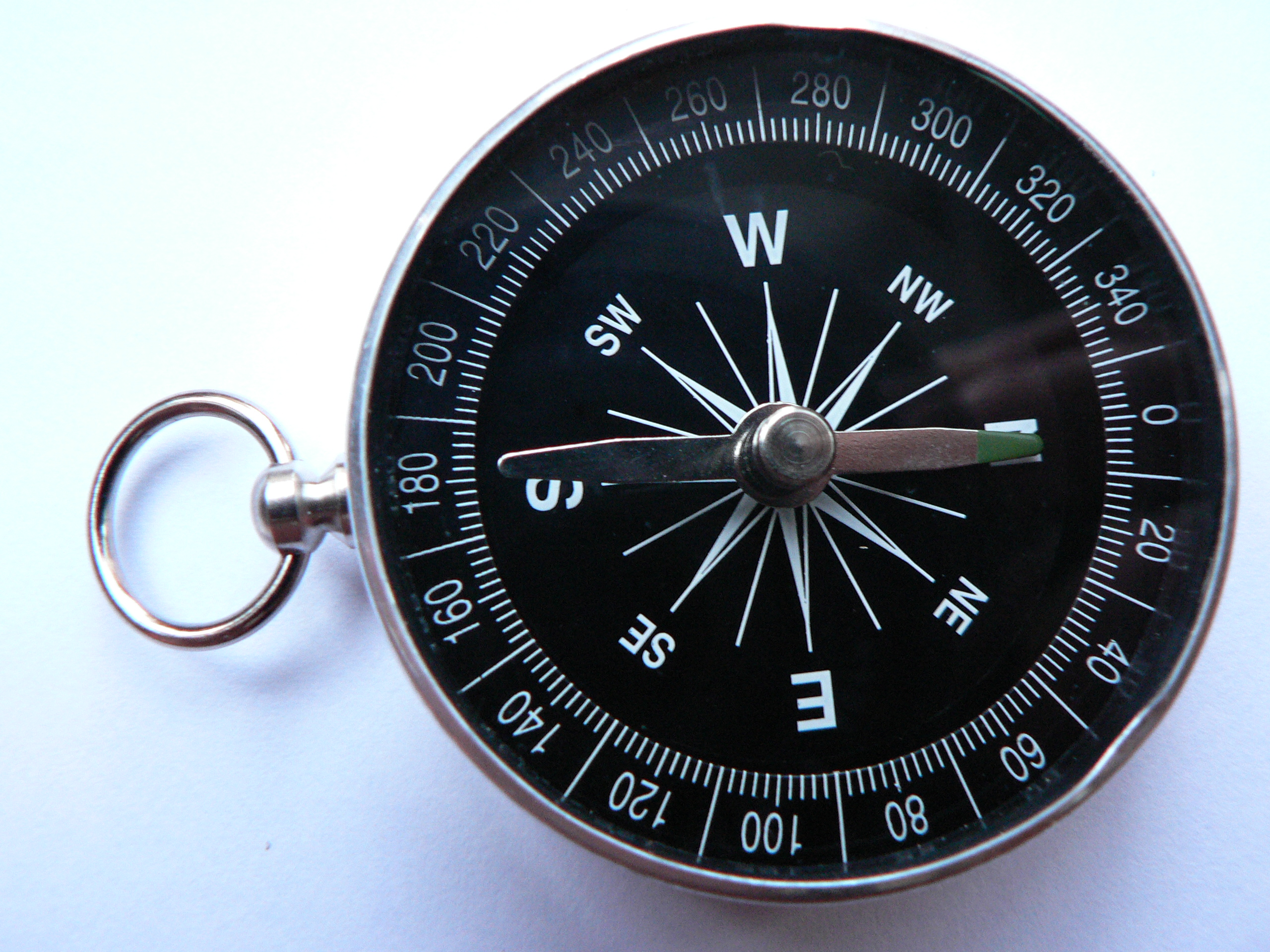
Kompassrose mit 16 Richtungen, von denen acht bezeichnet sind

Die Windrose ist ein grafisches Mittel zur Darstellung von Himmelsrichtungen. Sie wird zur Orientierung auf geografischen Karten benutzt und ist als Kompassrose ein häufiger Bestandteil von Kompassen. Darüber hinaus dient sie in verschiedenen Zusammenhängen als Gestaltungselement.

## Zur Bezeichnung
Die Bezeichnung als Windrose beruht bezüglich „Wind“ darauf, dass die Richtungen in Windrosen ursprünglich mit Windnamen angegeben wurden. Himmelsrichtungen wurden früher oft nach Winden benannt.
Die Bezeichnung als „Rose“ hängt mit der recht kunstvollen Ausgestaltung zusammen, wie sie früher in Karten üblich war.
Eine Kompassrose ist eine Windrose auf einem Kompass. Im Gegensatz dazu ist im Englischen compass rose eine Bezeichnung für Windrosen jeder Art. Davon beeinflusst, kann im Deutschen mit Kompassrose gelegentlich eine Windrose gemeint sein, die nicht Bestandteil eines Kompasses ist.
Ältere Quellen benutzen manchmal den Begriff stella maris („Stern des Meeres“), der sich auf die Verwendung der Windrose in der Nautik bezieht (eine Überschneidung mit dem Marientitel Stella maris ist möglich).

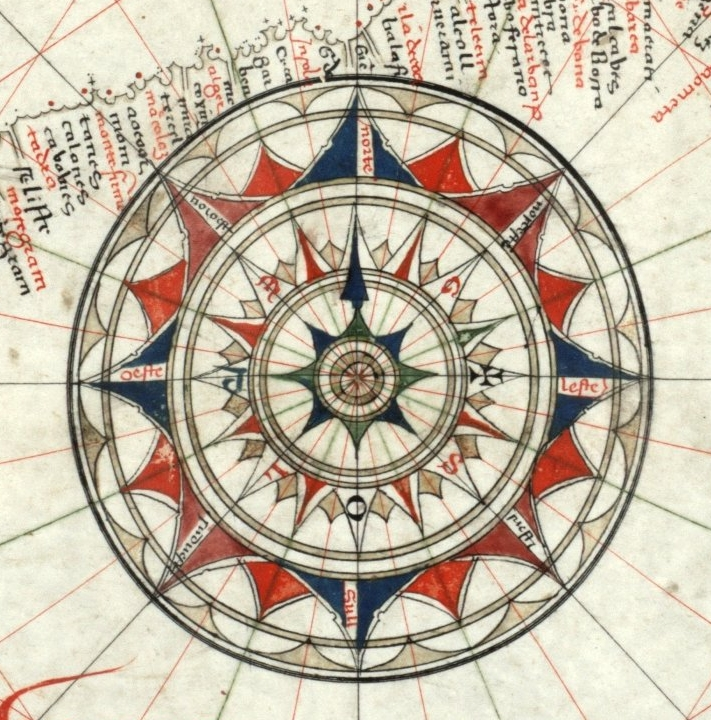
Windrose auf einer Karte von Jorge de Aguiar (1492) mit Strahlen in 32 Richtungen

## Entstehung
In der Antike und zunächst auch im Mittelalter stellten Windrosen Windrichtungen dar. Antike Windrosen dienten zur Veranschaulichung von Windsystemen mit zumeist zwölf oder acht Winden.
Erst im Spätmittelalter entstand im Mittelmeerraum die moderne Windrose, die in Karten und auf Kompassen Himmelsrichtungen anzeigt. Damals wurden acht Richtungen mit Windnamen wie Tramontana oder Scirocco bezeichnet.
Die rechts abgebildete Windrose auf einer Karte aus dem Jahr 1492 zeigt die weitere Entwicklung: Die Windrosen wurden kunstvoll ausgestaltet und zeigten bis zu 32 Richtungen an. Außerdem wurden statt Windnamen Himmelsrichtungen angegeben, in diesem Fall zum Beispiel links oeste (Westen) und oben norte (Norden).

## Die Windrose als Gestaltungselement
Windrosen finden sich an Fassaden, auf Plätzen wie dem Petersplatz im Vatikan, auf dem Boden wie am Padrão dos Descobrimentos (Denkmal der Entdeckungen) in Lissabon, manchmal sogar in privaten Wohnhäusern.
Auf der NATO-Flagge symbolisiert die Windrose den gemeinsamen Kurs der Mitgliedstaaten.
Die Windrose ist ein altes Gestaltungselement an Gebäuden, häufig ist sie auf der Spitze des Daches angebracht. In Verbindung mit einer Windfahne oder einem anderen Windrichtungsgeber zeigt sie die Windrichtung an.

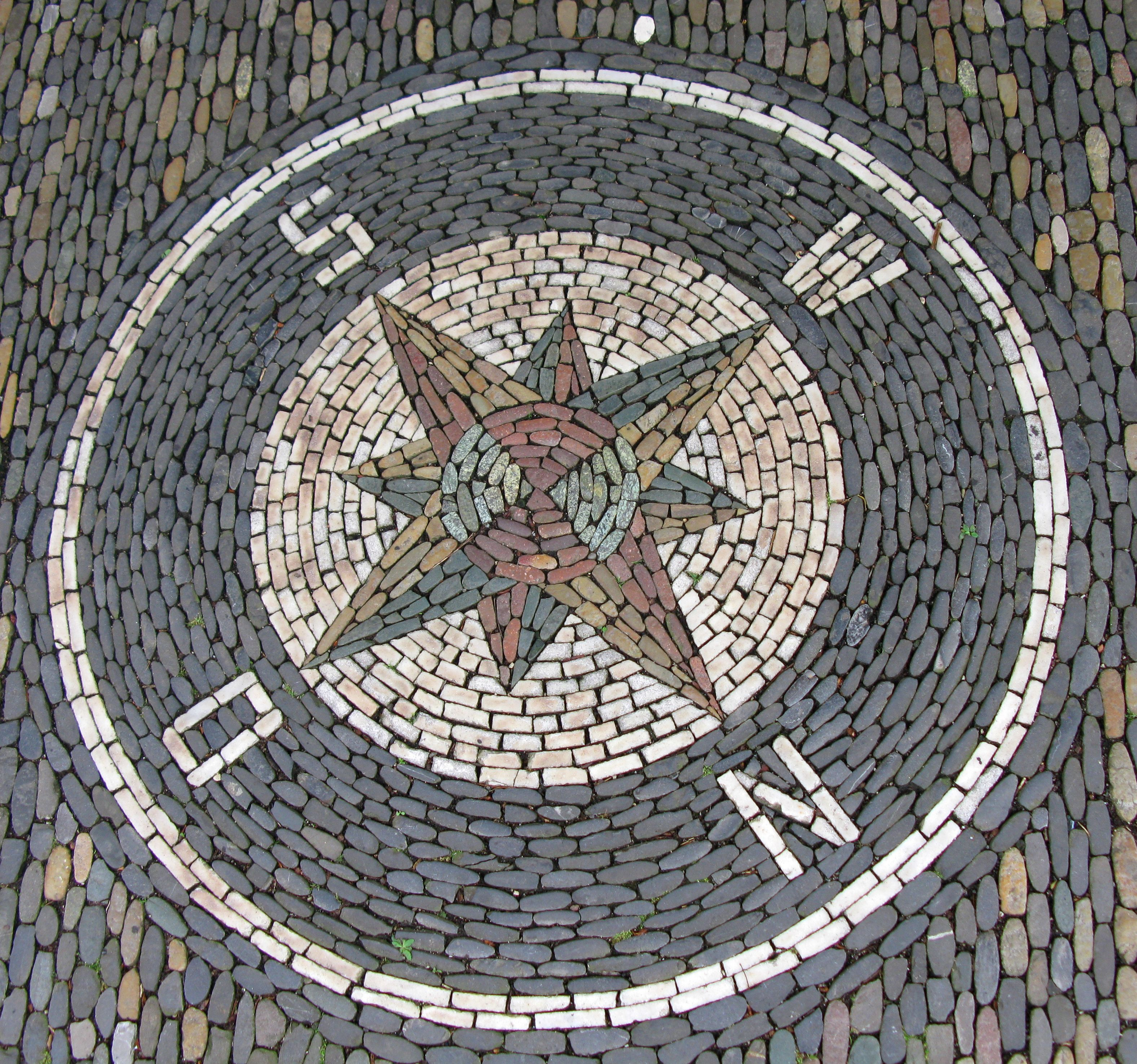
Pflastermosaik in Freiburg im Breisgau
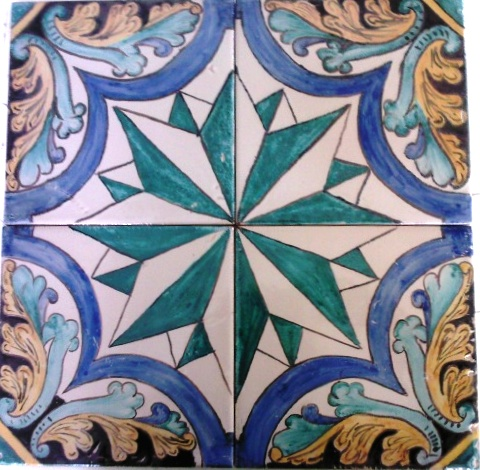
Künstlerisch gestaltete Dekorfliesen
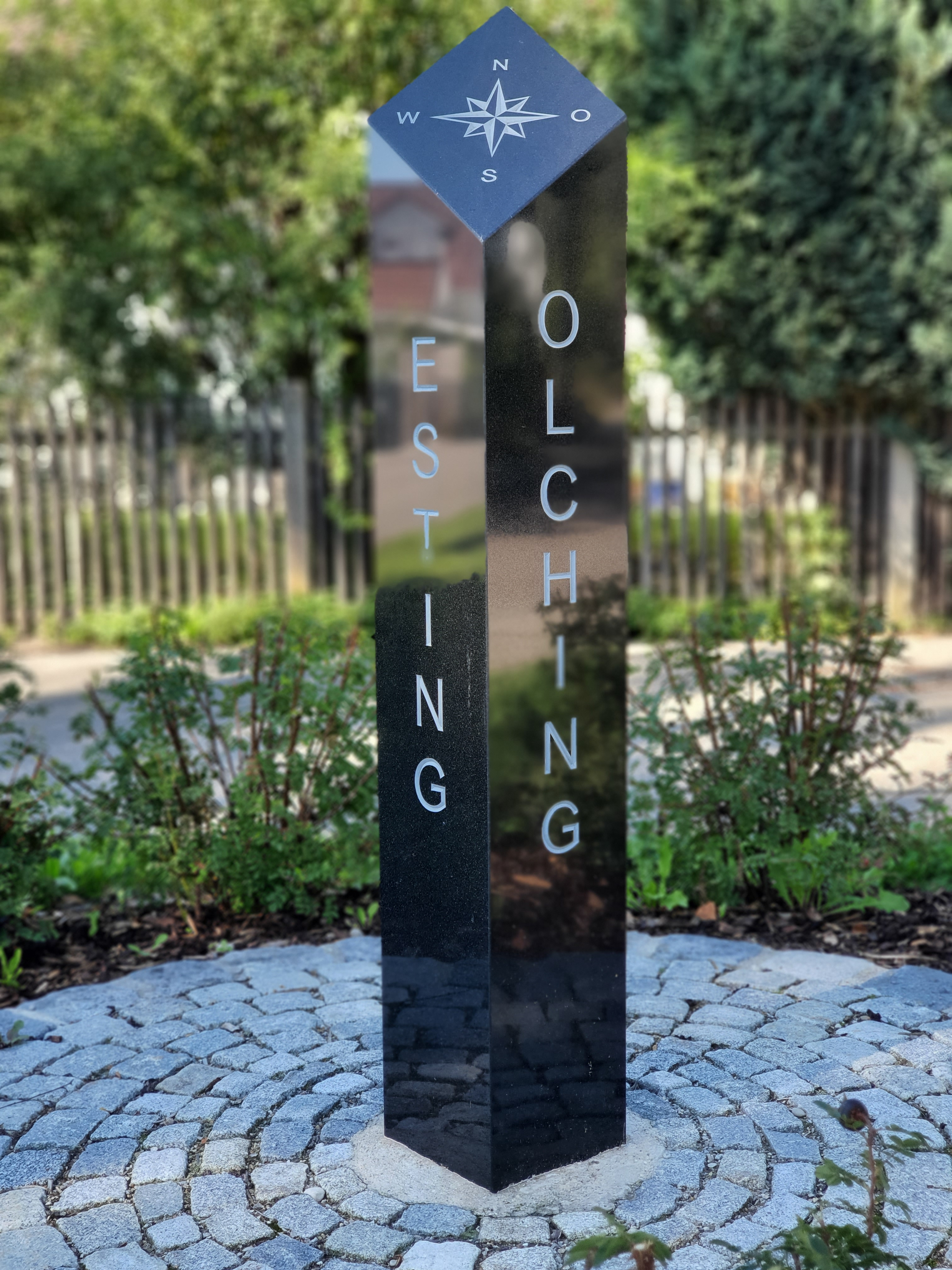
Windrose auf Gedenkstele zur Gebietsreform am geographischen Mittelpunkt der Gemeinde Olching
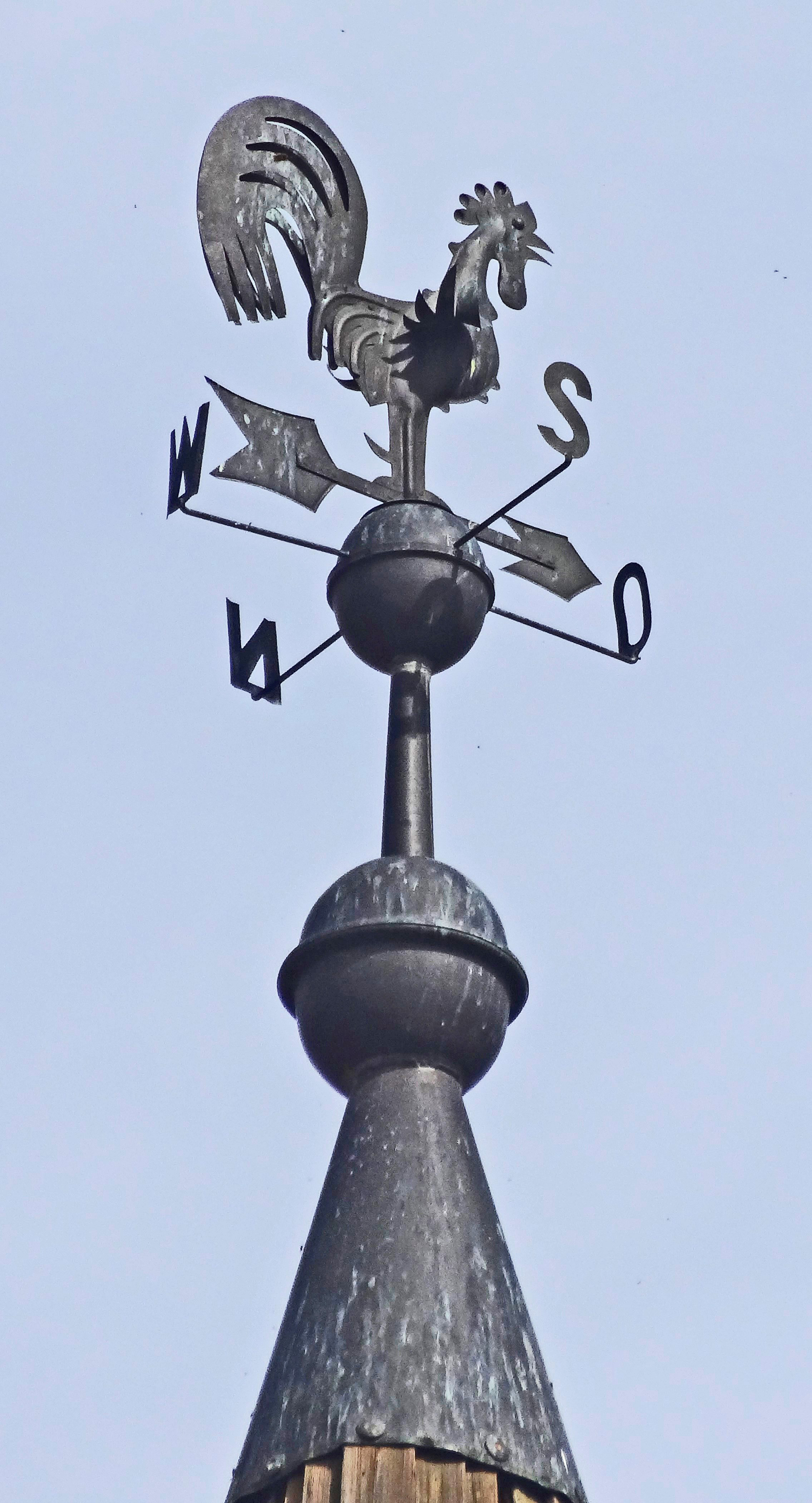
Filialkirche Stocklitz: Windrose und Wetterhahn mit Zeiger auf dem Dachreiter

## Die Windrose in der Heraldik
Die Windrose ist in der Heraldik eine gemeine Figur. Sie kommt nicht oft vor und wird durch übereinander gelegte Sterne dargestellt. Die Nordrichtung wird selten hervorgehoben.

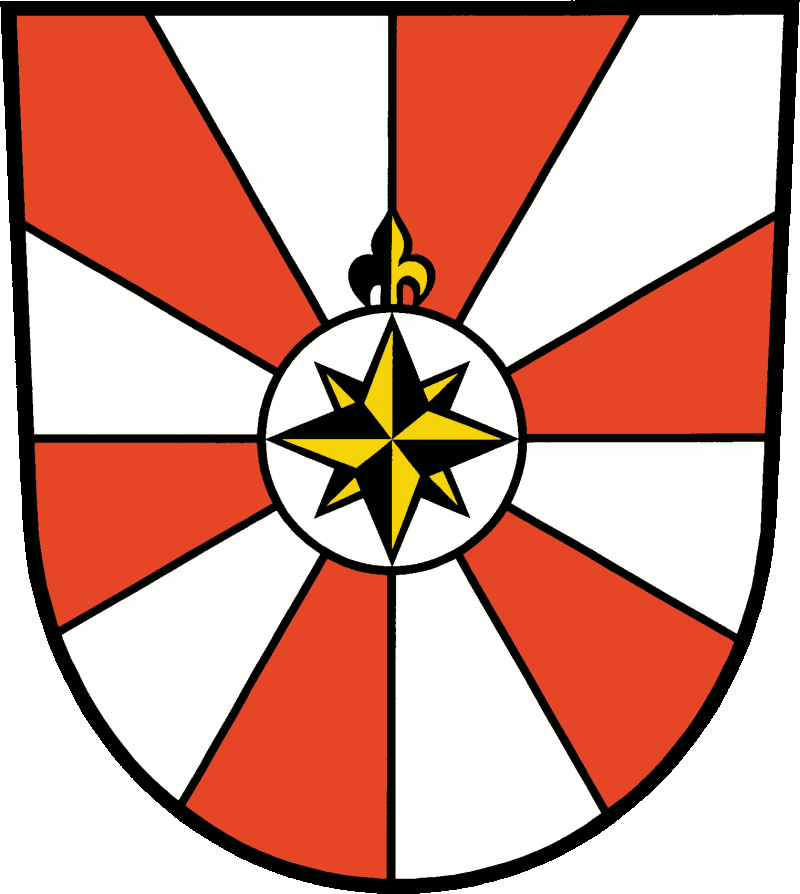
Schönefeld, Nordrichtung durch gespaltene Lilie dargestellt
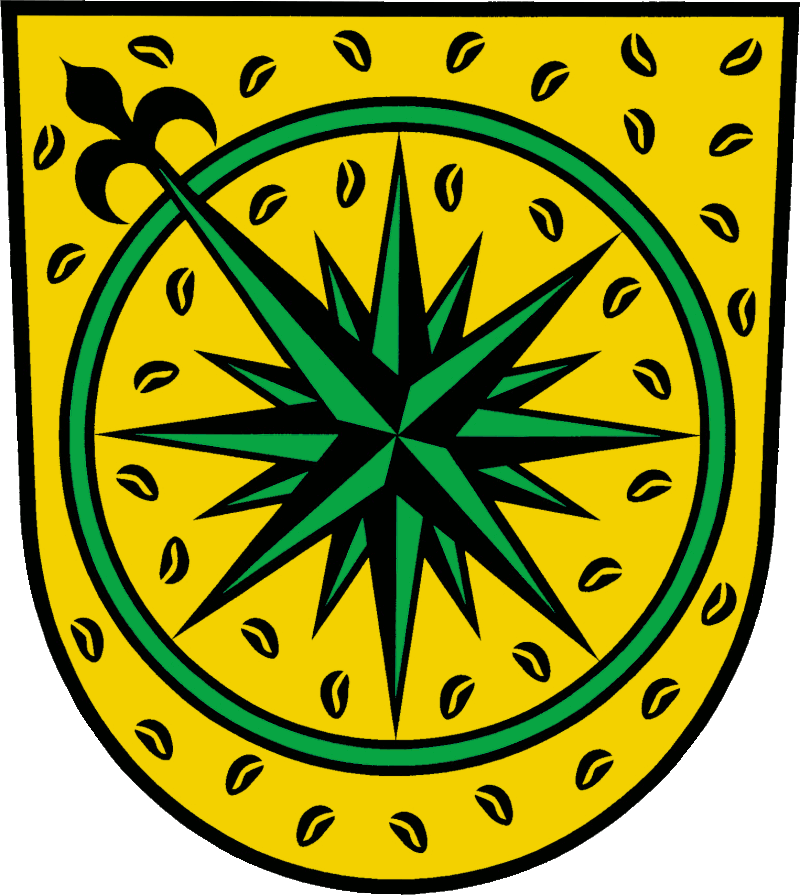
Nordwestuckermark, Windrose mit Hervorhebung der Nordwestrichtung
Eine Windrose im Wappen von Gallin
Windrose im Oberwappen des Wappens der Nordwest-Territorien